# Wielimska Wyspa
Wielimska Wyspa (także Wyspa Owcza) – największa w Polsce wyspa śródjeziorna znajdująca się na jeziorze Wielimie. Jej powierzchnia wynosi 96,13 ha.
Większą część wyspy porastają lasy liściaste z występującymi skupiskami drzew iglastych. Na wyspie znajduje się dom, staw o powierzchni 1 ha i tereny lekko podmokłych łąk, jak również kolonia kormoranów. Gniazduje tam wiele gatunków ptaków drapieżnych (bielik, orlik krzykliwy i jastrzębie) oraz śpiewających (zimorodki i bąki).